# Kafr Battikh
Kafr Battikh (tiếng Ả Rập: كفر بطيخ) là một ngôi làng Syria nằm ở Saraqib Nahiyah ở huyện Idlib, Idlib. Theo Cục Thống kê Trung ương Syria (CBS), Kafr Battikh có dân số 3166 trong cuộc điều tra dân số năm 2004.